# Eugène Flygare
Jan Henrik Eugène Flygare, född 19 maj 1883 i Bösarps församling, Malmöhus län, död 24 juni 1979 i Lunds Allhelgonaförsamling, var en svensk militär och företagsledare.
Flygare, som var son till ryttmästare Eugène Flygare och Ida Engeström, avlade studentexamen 1904 och officersexamen 1907. Han blev underlöjtnant vid Skånska dragonregementet (K 6) i Ystad, ryttmästare 1922, på övergångsstat 1925 och i reserven 1928. Han var kommissarie/direktör för Skånemässan 1930–1958, chef för försäkringsfirman E. & H. Wehtje och för Skandia-Freja/Försäkrings AB Skandias kontor i Malmö 1939–1955. Han innehade olika ledande poster inom Skånes trafikförbund 1928–1950. Han var styrelseledamot i bland annat Strömsnäs Bruks AB, Fridafors Bruk AB och Malmö Yllefabriks AB.